# Хаджиев, Парашкев
Парашке́в То́доров Хаджи́ев (болг. Парашкев Тодоров Хаджиев; 14 апреля (27 апреля) 1912, София, Третье Болгарское царство — 28 апреля 1992, там же) — болгарский композитор, музыкальный теоретик и педагог. Народный артист НРБ (1965). Герой Социалистического Труда НРБ (1979). Доктор искусствоведения (1982). 

## Биография
Родился в семье композитора и дирижёра Тодора Хаджиева (1881—1956) и оперной певицы Дойчины Коларовой. В 1936 году окончил Болгарскую консерваторию у Андрея Стоянова (фортепиано) и у Панчо Владигерова (композиция). В 1938—1940 годах совершенствовался в Вене у Йозефа Маркса, у Xайнца Тиссена в Берлине и у Йозефа Сука в Праге. С 1940 года преподаёт в Софийской консерватории, где в 1947 году становится профессором по классам гармонии и композиции. Среди учеников — Александр Райчев, Виктор Райчев, Константин Илиев, Иван Маринов, Пенчо Стоянов, Здравко Манолов, Бенцион Елиезер, Симеон Пиронков, Емил Георгиев, А. Владигеров, Георги Минчев, Димитр Христов и другие. Автор учебников по гармонии. В 1990—1992 годы председатель Союза болгарских композиторов. Писал танцевальную и эстрадную музыка; музыку к спектаклям, фильмам и радиопостановкам; занимался обработкой болгарских народных песен.

## Сочинения
- комическая опера «Жили-были» («Было время») / Имало едно време (1957, София)
- лирико-комическая опера «Сорвиголова» («Лихой парень»)[1] / Луд гидия (1959, София)
- опера «Албена» (1962, Варна)
- опера «Июльская ночь» / Юлска нощ (1964, Варна)
- комическая опера «Пять миллионов с гаком» («Миллионер») / Пет миллиона и нещо от горе (1965, София)
- опера «Мастера» / Майстори (1966, София)
- опера «Рыцарь» / Рицарят (1968, Пловдив)
- детская опера «Золотое яблочко» / Златната ябълка (1972)
- опера «Лето 893» (1973, Русе)
- опера «У царя Мидаса ослиные уши» / Цар Мидас има кози уши (1976, София)
- опера «Мария Десислава» (1978, Русе)
- опера «Безымянная звезда» / Звезда без име (по пьесе Михаилу Себастьяну, 1985)
- оперный триптих «Парадоксы» / Парадокси (по новеллам О. Генри; концертное исполнение, 1982, Русе)
  - «Развод»
  - «Крадецът»
  - «Подаръците»
- оперетта «Деляна» (1952, София)
- оперетта «Айка», в русском переводе «Айша»[2] (1955, София)
- оперетта «Мадам Сан-Жен» (по Викторьену Сарду, 1958, София)
- мюзикл «Карьеристы» / Службогонци (по Ивану Вазову, 1972, София)
- мюзикл «Сирано де Бержерак» (по Эдмону Ростану, 1974, София)
- балет «Серебряные башмачки» / Сребърните пантофки (по детской сказке, 1961, Варна)

## Литературные сочинения
- Кратък практически курс по хармония. — София, 1947.  (болг.)
- Хармония. Учебник за IV и V курс на средните музыкални училища. — София, 1959; 2-е издание: Учебник по хармония. София, 1962.  (болг.)

## Награды
- 1959 — Орден Народной Республики Болгария I степени
- 1962 — Димитровская премия
- 1962 — Заслуженный артист НРБ
- 1965 — Народный артист НРБ
- 1972 — Орден Георгия Димитрова
- 1979 — Орден Георгия Димитрова
- 1979 — Герой Социалистического Труда
- 1982 — Орден Георгия Димитрова
- 1982 — Почётный гражданин Софии
- 1987 — Орден Георгия Димитрова